# Вістл
Вістл (від англ. tin whistle, у дослівному перекладі «бляшаний свисток, сопілочка») — поздовжня флейта з шістьма отворами на лицьовій стороні, яка широко використовується в народній музиці Ірландії, Шотландії, Англії і деяких інших країн.

## Лад
Вистл — діатонічний інструмент з діапазоном приблизно 2 октави. Апплікатура проста, вилочні аплікатури і закриття отворів наполовину використовуються рідко, за винятком зниженого сьомого ступеня, що дозволяє грати у другій тональності. З допомогою ускладненої аплікатури можна досягти майже повного хроматичного ряду.
Найпоширеніший лад — D (ре другої октави), також виготовляються вістли в більшості тональностей від соль другої октави до соль першої.
Різновидом тін-вістла є лоу-вістл (англ. Low-Whistle). Відрізняється нижчим ладом та великим розміром, а також більшою вимогливістю до дихання і меншою рухливістю. Має глибший і густіший тембр. Тому лоу-вістл часто застосовується для виконання повільних мелодій. Виготовляється з металу, пластику або дерева.
Найпоширеніша тональність лоу-вістла — D (ре першої октави, на октаву нижче звичайного тін-вістла). Виготовляється в більшості тональностей від соль першої октави до соль малої. Найнижчі тональності зустрічаються дуже рідко та інколи називаються «басовими».

## Історія
Вістл з'явився у 1843 році в Англії. Небагатий фермер Роберт Кларк мав дерев'яну ірландську флейту і захотів зробити подібну, але з нового матеріалу — лудженої сталевої бляхи (англ. tinplate), яка тоді тільки з'явилася. Новий інструмент вийшов настільки вдалим, що Кларк вирішив почати свій бізнес.
Разом зі своїм сином він подорожував по Англії, возячи з собою свої інструменти і матеріали в ручному візку. Зупиняючись в містах і селах, особливо на ринках, Кларк на очах у населення виготовляв тін-вістли з листа бляхи. Виходила конічна трубочка, яка потім закривалася з одного кінця дерев'яною пробкою — виходив свисток, потім в трубочці прорізалися отвори. Кларк тут же демонстрував інструмент, граючи на ньому мелодії для глядачів. Сопілочка коштувала один пенні, від цього походить ще одна назва інструменту — penny-whistle. Іноді дудочки Кларка купували ірландські моряки, які привозили їх додому. Так тін-вістл потрапив в Ірландію. В Ірландії сопілочка припала всім до душі, оскільки дуже добре підходила для виконання ірландської народної музики.
Виробництво Роберта Кларка дожило до наших днів, вістли марки «Clarke» є незмінно популярними в усьому світі, особливо як інструмент для початківців.
Згодом тін-вістли стали виготовляти з різних матеріалів: з металевих, латунних, алюмінієвих трубок, різних видів пластику та інших матеріалів. Тін-вістл отримав велике розповсюдження в усьому світі в 60-70-х роках XX століття на хвилі відродження інтересу до народної музики в Ірландії і за її межами. Практично всі відомі фолк-гурти використовували тін-вістл у своїй діяльності. З'явилися нові фірми і майстри-виготовлювачі тін-вістлів.
У 1971 році англійський джазовий музикант і виробник інструментів Бернард Овертон змайстрував перший лоу-вістл для відомого ірландського музиканта Фінбара Ф'юрі, який втратив свій бамбуковий вістл у процесі гастролей. Зробивши два перших лоу-вістла, які Ф'юрі активно використовував у виступах, Овертон почав отримувати замовлення від інших музикантів.
Початок масової популярності лоу-вістла припав на 90-ті роки XX століття після відомого танцювального шоу Ріверданс, у якому музикант Дейві Спіллан грав на цьому інструменті.

## Застосування
Попри примітивність інтрументу, тін-вістл — в контексті ірландської народної музики — досить витончений інструмент, що володіє набагато більшими можливостями, ніж здається на перший погляд. Техніка виконання на ньому, найімовірніше, склалася під впливом техніки гри на ірландській волинці, яка має давню традицію і досить складна.
Багато ірландський музикантів прославилися саме завдяки своїй майстерній грі на вістлі, наприклад Мері Бергін, записала наприкінці 70-х два альбоми під назвою Feadoga Stain 1 & 2 (Tin Whistles 1 & 2), які зробили і продовжують робити помітний вплив на вістлерів усього світу.
Відомими виконавцями-вістлерами є Віллі Кленсі, Мері Бергін, Педді Молоні, Шон Поттс, Браян Фіннеган, Джоанні Медден, Шон Раян, Крмак Брітнах, Майкл Макголдрік

## Сучасні вістли
Існує безліч різних видів тін-вістлів. Це і бляшані конічні вістли Clarke, і поширені латунні з пластмасовим свистком Generation, доступні пластикові вістли Dixon та Susato і дерев'яні вістли професійних виробників.
Найпопулярніші виробники: Clarke, Generation, Waltons's, Feadog, Tony Dixon, Susato, Chieftain, Overton/Goldie, Abell.
Вістл один з найпоширеніших інструментів у світі, багато в чому завдяки своїй доступності: сопілочка початкового рівня, цілком прийнятна за якістю, може коштувати 5 $, інструменти професійного рівня коштують від 100 $ до 700 $, але деякі професіонали воліють дешеві вістли. Найдорожчими, як правило, є дерев'яні професійні вістли.